# Kalehöyük
Kalehöyük of Kaman-Kalehöyük is een archeologische vindplaats even buiten Kaman in de provincie Kirşehir, 80 km ten zuidoosten van  Ankara, 3 km ten oosten van Kaman en 35 van het noorden van het Tuz Gölü.
Sinds 1987 vinden er opgravingen plaats door een Japanse groep archeologen onder leiding van Sachihiro Omura. Kalehöyük heeft de vorm van een trapezium dankzij de fortificaties die er in de ijzertijd gebouwd zijn.

## Strata
| Stratum   | subperiode | Arch. periode | Keramisch | bijzonderheden                                                       |
| --------- | ---------- | ------------- | --------- | -------------------------------------------------------------------- |
| Kaman I   | Kaman I    | Ia            | I         | Ottomaans en Byzantijns                                              |
| Kaman I   | Kaman I    | Ib            | I         |                                                                      |
| Kaman II  | IIa        | IIa1          | IIa1-2    | Hellenistisch jongste ijzertijd, ca. 375-325 v.Chr.                  |
| Kaman II  | IIa        | IIa2          | IIa1-2    | Hellenistisch jongste ijzertijd, ca. 375-325 v.Chr.                  |
| Kaman II  | IIa        | IIa3          | IIa3-5    |                                                                      |
| Kaman II  | IIa        | IIa4          | IIa3-5    |                                                                      |
| Kaman II  | IIa        | IIa5          | IIa3-5    |                                                                      |
| Kaman II  | IIa        | IIa6          | IIa6-IIc1 |                                                                      |
| Kaman II  | IIa        | IIa7          | IIa6-IIc1 |                                                                      |
| Kaman II  | IIb        |               | IIa6-IIc1 | Ander vee, andere architectuur. Mogelijk Cimmeriërs? rond 700 v.Chr. |
| Kaman II  | IIc        | IIc1          | IIa6-IIc1 | na ca. 880 v.Chr.                                                    |
| Kaman II  | IIc        | IIc2          | IIc2-3    | 900-800 v.Chr.                                                       |
| Kaman II  | IIc        | IIc3          | IIc2-3    | 900-800 v.Chr.                                                       |
| Kaman II  | IId        | IId1          | IId1-3    | de 'donkere tijd' ca. 1180-880                                       |
| Kaman II  | IId        | IId2          | IId1-3    | de 'donkere tijd' ca. 1180-880                                       |
| Kaman II  | IId        | IId3          | IId1-3    | de 'donkere tijd' ca. 1180-880                                       |
| Kaman II  | IId        | IId4          | IId4-d6   | einde bronstijd tot ca. 1200 v.Chr,                                  |
| Kaman II  | IId        | IId5          | IId4-d6   | einde bronstijd tot ca. 1200 v.Chr,                                  |
| Kaman II  | IId        | IId6          | IId4-d6   | einde bronstijd tot ca. 1200 v.Chr,                                  |
| Kaman III | A          |               |           | 14e, 15e eeuw Hettitisch Rijk                                        |
| Kaman III | B          |               |           | Oud-Hettitisch, gedeeltelijk onbewoond                               |
| Kaman III | C          |               |           | Karumtijd (20e-18e eeuw)                                             |
| Kaman IV  | Kaman IV   |               |           | Vroege bronstijd                                                     |
| Kaman V   |            |               |           |                                                                      |

## Bronstijd
Strata IIIa-c omspannen een periode van bewoning van zo'n acht eeuwen, van het midden-brons en het late brons.
Stratum IIIc is de midden-bronstijd. Dit is een tijd waarin het Oud-Assyrische Rijk een uitgebreid netwerk van handelsnederzettingen onderhield en die op gewelddadige wijze ten einde kwam in geheel Anatolië. Hier in Kalehöyük is dat bijzonder duidelijk geworden door de vondst van een slachtoffer doorboord door een speer en een groep van elf slachtoffers, waaronder kinderen die onder een brandend gebouw omgekomen waren.
Stratum IIIb dateert uit de late bronstijd en er zijn silo's aangetroffen. In deze tijd speelden deze een belangrijke rol in de voedseldistributie van het Hettitische Rijk.

## IJzertijd

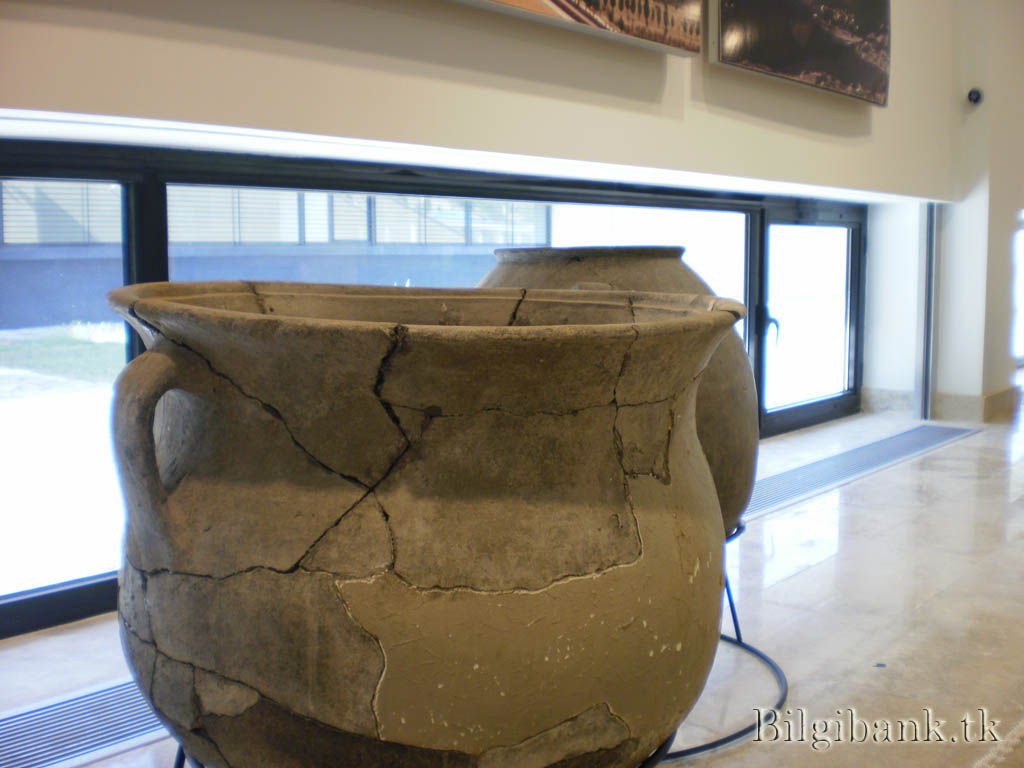
Aardewerk in het museum

In de ijzertijd deed de waterbuffel er zijn intrede.
De ijzertijd kan verdeeld worden in vier sub-perioden IIa t/m d. Gebaseerd op het aardewerk zijn er binnen de periode II zes eenheden te onderscheiden die ieder een eigen soort aardewerk bezitten en die niet helemaal overeenkomen met de sub-perioden. Het aardewerk wordt gebruikt om tot een chronologische schaal te komen.
Er is grote belangstelling voor deze lagen uit de vroege ijzertijd omdat deze hier goed vertegenwoordigd zijn. Over deze periode is historisch vrijwel niets bekend. Deze periode komt overeen met de zgn. 'donkere tijd' die volgde op het einde van de bronstijd (ook bekend als de brandcatastrofe). In deze 'donkere tijd' was Anatolië een aantal eeuwen weer terug in de prehistorie. Op vele plaatsen in Anatolië verdwijnt ook het pottenbakkerswiel en is er een laag met grof 'Handgemaakt Aardewerk', mogelijk omdat er een invasie was van mensen die nog zo aardewerk vervaardigde. "Handgemaakt" aardewerk wordt bijvoorbeeld aangetroffen in Gordion en Büyükkaya. Hier in Kalehöyük is dit echter niet zo. Het wiel werd in de IId1-3 periode niet alleen gebruikt voor het vormen maar ook voor het beschilderen van het aardewerk. Mogelijk bleef de plaats in eerste instantie van invallen en verwoesting gespaard, maar kwamen de problemen eerst wat later. In sub-periode IId werden gebouwen tot driemaal toe verwoest door brand en weer op dezelfde manier herbouwd. De zes architecturale lagen van de IId tijd omvatten de overgang van het brons naar de ijzertijd. In de oudere lagen IId4-6 zijn er geen sporen van fortificaties of branden, in de lagen IId1-3 tot driemaal toe wel. De houtconstructie van de versterking lijkt veel wat er in Zincili gevonden is in een laag uit het Vroege IJzer. Het lijkt erop dat in de latere IId1-3 er meer geweld was, hoewel er geen wapens of skeletten aangetroffen zijn. Wel vertoont de oudere IId4-6 tekenen van massaproductie van aardewerk, wat op een aanzienlijk distributiesysteem wijst, terwijl dat in de latere drie lagen niet het geval is. Het lijkt er dus op dat het einde van de bronstijd (en het verdwijnen van het Hettitische Rijk) samenvalt met de grens tussen IId4 en IId3. De bevolking bleef waarschijnlijk wel dezelfde, maar de omstandigheden veranderden vrij drastisch met minder veiligheid en minder economische uitwisseling.
Houtresten van de laatste brandlaag van IId zijn dendrochronologisch onderzocht en gaven een datum van 883+4/−7 v.Chr. Dit klopte echter niet erg met de aardewerkresultaten. Daarom werd een nauwkeurig onderzoek met behulp van C14-datering opgezet. Men gebruikte daarvoor versnellermassaspectroscopie (AMS) in combinatie met bayesiaanse ijking van niet alleen de C-14 gegevens maar ook informatie verkregen uit het keramisch onderzoek. Het resultaat gaf een grens tussen de IId laag en de IIc erboven in de periode 900-850 v.Chr. wat goed overeenkomt met de dendrochronologische gegevens. Het laat ook zien dat de branden vrijwel gelijktijdig hier en in Gordium plaatsvonden. Ongelukkig is de ijkcurve voor C-14 in deze periode vrij vlak, wat tot vrij grote onzekerheden leidt. Na 800 wordt de kromme een stuk steiler en zijn de resultaten dus preciezer.
In laag IIb gebeurt er iets opmerkelijks. Er zijn weinig vondsten meer van runderbeenderen, des te meer van schapen en geiten, maar de schapen zijn opmerkelijk klein. Bovendien zijn er opvallend veel botten van paarden. Ook de architectuur verandert. Het lijkt er daarmee op dat er een ander volk is komen wonen. De tijd is rond 700 v.Chr. en van die tijd is bekend dat een min of meer nomadisch ruitervolk, de Cimmeriërs Anatolië onveilig maakten. Het is dus mogelijk dat zij in tijdlang in Kalehöyük gehuisd hebben, maar zonder geschreven bronnen is zoiets moeilijk te bewijzen.

## De komst van het ijzer
IJzer als zodanig was al lang bekend. In het Oud-Hettitische Rijk kende men het als amūtu en smeden kende men als LÚ-MEŠ AN.BAR (.DÍM.DÍM). Het werd hooggeschat om zijn eigenschappen en was uitzonderlijk duur omdat de enige bron meteoorijzer was. In de ijzertijd kwam daar verandering in omdat men uitvond dat ijzererts met kool te reduceren was. Het kwam daarmee in veel grotere hoeveelheden beschikbaar en werd daardoor veel meer gemeengoed. In Kaman II is deze ontwikkeling goed te volgen. Er zijn een aantal ijzeren/stalen pijlpunten gevonden. De oudste drie komen uit IIc2 of IIc3, er is er één uit IIB, één uit IIa6-7 en twee uit IIa3-5. Metallurgisch onderzoek laat een aantal stadia zien in de productie van het metaal. In de vroegste tijd (IIc2-3) worden pijlpunten vervaardigd door zorgvuldige carburisatie van staal in een pyro-omgeving (vgl. smeedijzer), hoewel er één -mogelijk de oudste- nog een hoog koolstofgehalte heeft (vgl. gietijzer). Tegen het midden van de 8e eeuw v.Chr. verandert de techniek. Men ziet af van carburisatie en langdurig smeden. In het jongste stadium (IIa) worden afschrikmethoden ingevoerd die een veel grotere hardheid mogelijk maken.